# 亞拉涅齊 (伯沙德區)
48°17′59″N 29°28′0″E / 48.29972°N 29.46667°E
亞拉涅齊（烏克蘭語：Яланець）是位於烏克蘭西部文尼察州裏海辛區的村莊，處於亞拉涅齊河畔，始建於1654年，面積40平方公里，海拔高度221米，2001年人口2,338。